# Giganti (mitologija)
Giganti (grško Γίγαντες) so divja in orjaška bitja v grški mitologiji. Poskušali so strmoglaviti Olimpske bogove v najpogostejšem mitu, gigantomahiji.
Giganti so metali skale in zažigali hraste v nebo tet ukradli Helijevo čredo, potem so napadali ljudi in poskušali posiliti Afrodito.

## Izvor
Po najstarejšem izročilu, Heziodovi Teogoniji, so se Giganti, kot tudi Erinije in Melije, rodili iz krvavih kapelj, ko je Kronos kastriral svojega očeta Urana.  Mati Gigantov je bila boginja Gaja, mati Zemlje v grški mitologiji. Po Apolodorju Gaja rodi Gigante iz jeze nad Titani, Uranovo očetovstvo pa je zgolj omenjeno.
Po Bakhilidu , Diodoru  Ovidu , Vergiliju  in Nonusu  se samo njihova mati imenuje Gaja. Po eni strani zato, ker Gaja lahko rodi svoje otroke brez očeta, po drugi strani pa zato, ker Gigante podpira njihova mati v gigantomahiji, njihov oče pa se ne pojavi več. V Pavzanijevem Opisu Grčije  se samo njihov oče imenuje Uran, kar ilustrira sorodstveni odnos Gigantov s Titani in olimpskimi bogovi. Higin  imenuje Ge za Gajo kot mater Gigantov, Tartara pa za njihovega očeta.

## Izgled
Po Heziodu so velikani »s svetlim orožjem osvetljeni, s kopjem v svojih rokah«. [10] Apolodor jih opisuje kot da nepresegljivi v velikosti in moči strašnega videza in s kačjimi luskami na golenih. Po Klaudijanu so z gorjačami, drevesnimi debli in balvani oboroženi, Ovid prvi, da bi lahko s svojo močjo celo gore premikali, Diodor in Gaius Valerius Flaccus samo omenjata njihovo pošastno velikost. Kot kralja in vodjo velikanov, Homer  imenuje Eurimedona.
Motiv, ki je bil pogosto predstavljen v likovni umetnosti, so velikani z nogami, ki se končajo v kačjem telesu, kot jih opisuje tudi Ovid. Najbolj znana slika je friz Gigantov na Pergamonskem oltarju, ki prikazuje bitko Gigantov proti olimpskim bogovom v gigantomahiji. Pavzanij pa po drugi strani meni, da je zamisel o kačah kot nogah bolj absurdna. Nonos jih, po drugi strani, opisuje s kačastimi lasmi in dvesto rokami.

## Gigantomahija
Še posebej so jih obravnavali kot sinove svoje matere Gaje, ki jih je podpirala v boju proti olimpskim bogovom. Ta boj med Giganti in bogovi se imenuje gigantomahija. Zmaga bi morala biti mogoča za bogove le s pomočjo smrtnih bitij, ker velikani ne morejo umreti od božje roke. Ta pomoč je prišla do olimpskih bogov preko Dioniza in Herakleja, oba Zevsova sinova, ki sta se rodila smrtnim materam, pri čemer je Heraklej še posebej prispeval k zmagi proti Gigantom.
Toda čudežna rastlina, ki je Gaji omogočila, da je rasla, naj bi pomagala Gigantom proti bogom, ker jih smrtniki niso mogli ubiti. Ko je Zevs slišal o tem, je prepovedal Eosu, Jutranji luči, Seleni, Luni in Heliju, Soncu, Titanovim otrokom Hiperionu in Teji, svetiti, dokler jih ne najde.

## Imena Gigantov
Imena velikanov so omenjena v več virih. Najstarejše je Odiseja, kjer se omenja vodja Gigantov Eurimedon. Nekatera imena najdemo tudi na atiških vazah iz 6. stoletja pred našim štetjem. Vergil in Properz sta po Homerju prva pisatelja, ki omenjata Gigante. Prvi vir, ki vsebuje seznam imen, je Apolodorjeva knjižnica.  Na svojih potovanjih po Grčiji je Pavzanij izpostavili imena, ki so delno posledica lokalnih legend o mitu o Gigantih. Seznam imen dajeta tudi Higin in Nonos.
Giganti so že bili pomešani z nekaterimi poznoantičnimi Titani. Higin tako navaja tudi Titane med Gigante in sicer: Astraios, Lapetos, Koios in Pallas. Zdi se, da je bila gigantomahija tukaj razumljena kot zgolj imitacija Titanomahije. Aloide Otos šteje med Gigante tudi Hyginusa. Ime njegovega brata Efialta je enako kot pri že omenjenem Heziodovem Gigantu Efialu. V ta namen je napad na gori Olimp neposredno povezan z gigantomahijo, tako da se lahko domneva o zmedi.  Tudi pošast Tifon, ki ga Heziod še vedno opisuje kot samostojno figuro, napade Giganta Hyginusa.

### Vzdevek
Giganti so pri nekaterih avtorjih dobili vzdevek Gegeneis (grško Γηγενεῖς) - pomeni na zemlji rojeni.  Kot samostalnik se je vzdevek uporabljal tudi kot edina oznaka za Gigante. 

## Giganti
Giganti so bili:
- Agasten
- Agrij - Orijev brat[19], ubile so ga Mojre z bronnastim palico
- Alkionej (Ἀλκυονεύς) - kralj Giganatov, ki ga je ubil Heraklej, bil je nesmrten v mejah svojega doma Palene, a ga je Heraklej od tam izgnal s puščicami in ubil
- Aristej - po večini virov edini Gigant, ki je preživel vojno, Gaja ga je skrila v obličju žuželke skarabeja
- Astrej (verjrtno zamenjan z istoimenskim Titanom)
- Atos (Ἄθως)
- Azej – se je boril v Titanomahiji, potomec arkadskih kraljev
- Damis - najokretnejši in najhitrejši Gigant, ubit v vojni, a po eni različici mita, je Hiron ekshumiral njegovo telo in izvlekel kost ter jo postavil v Ahilovo peto.
- Efijalt (verjetno zamenjan z istoimenskim velikanom, Otovim bratom)
- Egeon - Artemida ga je ubila s puščicami v Gigantomahiji (tudi vzdevek Hekatonhira Briareja, kot so ga imenovali ljudje)
- Ehion (Ἐχίων)
- Emfit
- Enkelad (Ἐγκέλαδος) - Atena ga je premagala na Etni, ko je vrgla otok Sicilijo nanj ali ga povozila s konjsko kočijo.
- Eubej
- Euforb
- Eurial
- Eurimedon
- Eurit - ubil ga je Dioniz s svojo palico
- Fetij - ubila ga je Hera
- Hipolit - ubil ga je Hermes z mečem
- Hiperbij
- Htonije
- Japet (verjetno zamenjan z istoimenskim Titanom Japetom)
- Kej (verjetno zamenjan z istoimenskim Titanom Kejom)
- Klitije (Κλυτίος) - Hekata ga je zažgala/žrtvovala baklam ali je Heraklej nanj vrgel grmado žarečega železa
- Leon - nosil je zaščitno levjo kožo
- Mimant - ubik ga je Hefajst s kroglo iz raztopljenega železa
- Mimon - osposlal ga je Ares (verjetno ista oseba kot Mima)
- Molij - Helijev nasprotnik, ubit na otoku Ejeji, iz njegove krvi je nastala magična rastlina
- Milin - ubil ga je Zevs na Kreti
- Olimp - Zevsov očim
- Orij - Agrijev brat
- Ot (verjetno zamenjsn z istoimenskim velikanom, Efijaltovim bratom)
- Palant (Πάλλας) - ubila ga je Atena, ko mu je slekla kozjo kožo in iz nje naredila ščit egidu (verjetno je zamenjen z istoimenskim Titanom Palantom)
- Pankrat
- Pelorej - mnogoroki Gigant, boril se je na gori Pelionu
- Polibot - boril se je proti Pozejdonu, ki ga je zasledoval in ga zdrobil pri nisirskih pečinah na otoku Kosu.
- Porfirion - poskušal je posiliti Hero, a ga je Zevs zadel s strelo in Heraklejevo puščico.
- Rek
- Sikej - Zevs ga je preganjal do Kilikije, tam ga je, da bi ga skrila, Gaja spremenila v smokvino drevo
- Teodam
- Teomid
- Ton - ubile so ga Mojre z bronastimi gorjačami
- Tifej
- Uranij - imenovan po svojem očetu Uranu.